# Selenia clarilunaria
Selenia clarilunaria är en fjärilsart som beskrevs av Franz Dannehl 1927. Selenia clarilunaria ingår i släktet Selenia och familjen mätare. Inga underarter finns listade.